# Slabberia
Slabberia is een geslacht van neteldieren uit de  familie van de Corynidae. De wetenschappelijke naam werd voor het eerst gepubliceerd door Edward Forbes in 1846. De eerste soort die hij beschreef was Slabberia halterata, een klein neteldiertje dat aangetroffen werd aan de kust van Cornwall.

## Soorten
- Slabberia halterata Forbes, 1846
- Slabberia simulans (Bouillon, 1965)
- Slabberia strangulata (McCrady, 1859)